# Liste des espaces jeux du PlayStation Home
Cette liste des espaces jeux du PlayStation Home répertorie les espaces du PlayStation Home créés par des sociétés de développement de jeu vidéo, ou autres compagnies, et qui proposent des jeux, ou autre divertissement, aux utilisateurs. Le PlayStation Home a été lancé en beta ouverte le 11 décembre 2008. Il se divise en 4 régions géographiques distinctes : l'Asie (géré par SCEHK), l'Europe (géré par SCEE), le Japon (géré par SCEJ) et l'Amérique du Nord (géré par SCEA) ; les pays des autres régions sont connectés d'office au PlayStation Home Europe.
Les espaces jeux correspondent généralement à un espace virtuel (une place, un immeuble, une villa etc.), librement accessible, où les développeurs proposent des mini-jeux (ex. parties de pokers, courses de voitures), des publicités (ex. affiches géantes, spots tv sur les écrans), des interactions avec le jeu dont ils font la promotion, voire un niveau du jeu. D'autres sociétés non liées aux jeux vidéo, comme Red Bull, ont créé leur propre espace. Dans l'espace Red Bull, le joueur peut prendre les commandes d'un avion de voltige sur un parcours de course aérienne.
Les drapeaux correspondent aux régions dans lesquelles l'espace jeu est disponible,  pour l'Amérique du Nord,  pour l'Asie,  pour l'Europe et  pour le Japon.

## Espaces dédiés aux jeux PlayStation 3
| Jeu                        | Espace jeu                     | Détails | Développeur                                      | Sortie                                  |
| -------------------------- | ------------------------------ | --- | ------------------------------------------------ | --------------------------------------- |
| MotorStorm: Pacific Rift   | MotorStorm Sphere              | L'espace était seulement disponible pendant une période limitée, il sera relancé en version complète en fin d'année 2009. Sur le PlayStation Home Europe, lorsqu'un utilisateur se connectait la première fois à l'espace il recevait en cadeau un jean MotorStorm Festival. Un jukebox était présent avec 13 chansons à choisir ainsi que des sièges et des écrans TV passant des séquences du jeu.                                                 | Evolution Studios                                | 13 août 2009 Supprimé le 9 octobre 2009 |
| Uncharted: Drake's Fortune | Uncharted: Sully's Bar         | L'un des 5 premiers espaces jeux lors du lancement du Home en beta ouverte. * Mercenary Madness : Mini-jeu arcade. * Archives : Pièce avec visualiseur pour les trésors, chaises et écran vidéo faisant la promotion d'Uncharted 2. * Artifact Room : Salles avec sièges présentant les trésors. * Smuggler's Den : Salle avec visualiseur pour les trésors et sièges.                                                                               | Naughty Dog                                      | 11 octobre 2008 5 novembre 2009         |
| Uncharted 2: Among Thieves | Uncharted 2 : Village népalais | Cet espace fait de Uncharted la première série de jeux à posséder 1 espace jeu pour chacun de ses volets. * Masque Mayhem : Mini-jeu consistant à rassembler les morceaux d'un masque disséminés dans l'environnement pour ensuite les rassembler et obtenir une récompense. * Relais de Torches : Mini-jeu. * Fortunate Thieves : Mini-jeu de cartes avec récompense. * Uncharted 2 Blog : Permet aux utilisateurs d'accéder au blog d'Uncharted 2. | Naughty Dog                                      | 23 octobre 2009                         |
| Warhawk                    | Warhawk                        | Les salles comprennent deux hologrammes ainsi que 8 posters de Warhawks. * Warhawk Sand Table : Permet d'élaborer des stratégies d'attaques. * Learning Terminal : Salle d'apprentissage sur le fonctionnement du jeu, les armes et le vol warhawk. | Incognito Entertainment SCE Studios Santa Monica | 26 février 2009                         |

## Espaces créés par des développeurs
| Développeur | Espace jeu | Détails | Sortie                          |
| ----------- | --- | --- | ------------------------------- |
| EA Sports   | EA SPORTS Racing Complex | L'espace était nommé à l'origine "EA SPORTS Complex". * Mini-jeu de course avec 8 voitures et récompense. 8 bornes sont disponibles, 4 de chaque côté du complexe. * EA SPORTS Pro Shop : Boutique proposant des éléments virtuels du jeu Fight Night Round 4. * Escalier permettant de monter à l'étage où se trouve la "EA SPORTS Complex Green Poker Room". * Porte ouvrant vers l'espace "Club Fight Night". * Sièges et écrans vidéos. | 23 avril 2009 9 octobre 2009    |
| Irem        | Irem Square | L'Irem Square est un espace jeu créé en l'honneur des fêtes populaires et festivals japonais. * Message board : Donne des informations sur les événements et fêtes à venir. * Night Stalls : 9 stands, ou échoppes, de nuit sont accessibles ; ils proposent des objets gratuits et des mini-jeux avec récompenses. * Old Candy Man : Boutique proposant des objets liés à la société Irem. * Yagura : Grande tour de guet située au centre de l'espace avec à son sommet un écran vidéo. * Bus stop : Arrêt de bus permettant de se déplacer aux espaces "Gathering Place for Spelunkers" et "Seaside of Memories". | 26 février 2009 23 juillet 2009 |
| Irem        | - L'espace jeu prend la forme d'une station balnéaire avec 3 paillotes accessibles. C'est le seul endroit du Home où les utilisateurs peuvent nager dans et sous l'eau. Si un utilisateur reste trop longtemps sous l'eau, il est réinitialisé à l'entrée de l'espace. * Tropical Angel Shop : Boutique de maillots de bain. * Flashing Stars : Sorte d'étoile de mer que l'utilisateur trouve sous l'eau, chacune apporte une récompense. * Bus Stop : Arrêt de bus desservant les espaces "Irem Square" et "Gathering Place for Spelunkers". | 13 août 2009 |                                 |

## Espaces créés par des sociétés non liées au jeu vidéo
| Société  | Espace jeu        | Détails | Sortie         |
| -------- | ----------------- | --- | -------------- |
| Audi     | Audi Space        | Cet espace jeu sera le premier créé par un constructeur automobile. Il proposera une chaine télévisée de la marque et un mini-jeu où l'utilisateur pourra prendre les commandes d'une Audi e-tron sur un circuit futuriste. Les joueurs les plus rapides recevront une chambre dans les appartements Audi situés au centre de l'espace jeu.                                                                                               | Fin 2009       |
| Red Bull | Red Bull Air Race | L'espace Red Bull Air Race a été le premier espace du PlayStation Home créé par une société non liée au jeu vidéo. * Red Bull Air Race : Mini-jeu adapté du Championnat Red Bull de course aérienne permettant de prendre les commandes d'un avion de voltige sur un parcours chronométré. Deux classements remis à jours journalièrement sont présents, l'un concerne les amis de l'utilisateur, l'autre concerne tous les utilisateurs. | 8 janvier 2009 |